# Danmark bag Polarkredsen
Danmark bag Polarkredsen er en dansk ekspeditionsfilm fra 1947 instrueret af Ib Dam efter manuskript af Thorkild Christensen. Se også Vejen mod nord fra 1948.

## Handling
Optagelser fra den danske Pearyland-ekspedition, som blev ledet af Eigil Knuth og Ebbe Munck og afsluttedes i september 1947. Filmen skildrer ekspeditionen og dens arbejde, afvekslende med optagelser af den farverige Grønlandske natur. Blandt andet indeholder filmen en række luftoptagelser fra ekspeditionens Catalinamaskine "Mallemuk" under flyvning fra hovedbasen fra 74 grader nordlig bredde til den isfri Brønlund Fjord i Pearyland (kilde: udklip i Information 8/12 1947).